# Molash
Molash is een civil parish in het bestuurlijke gebied Ashford, in het Engelse graafschap Kent met 246 inwoners.

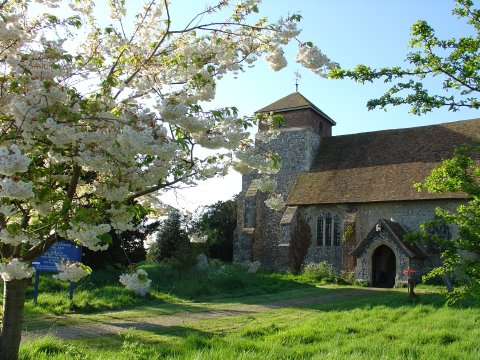
Kerk van St. Peter